# Cerkiew św. Nikity Męczennika w Kostomłotach

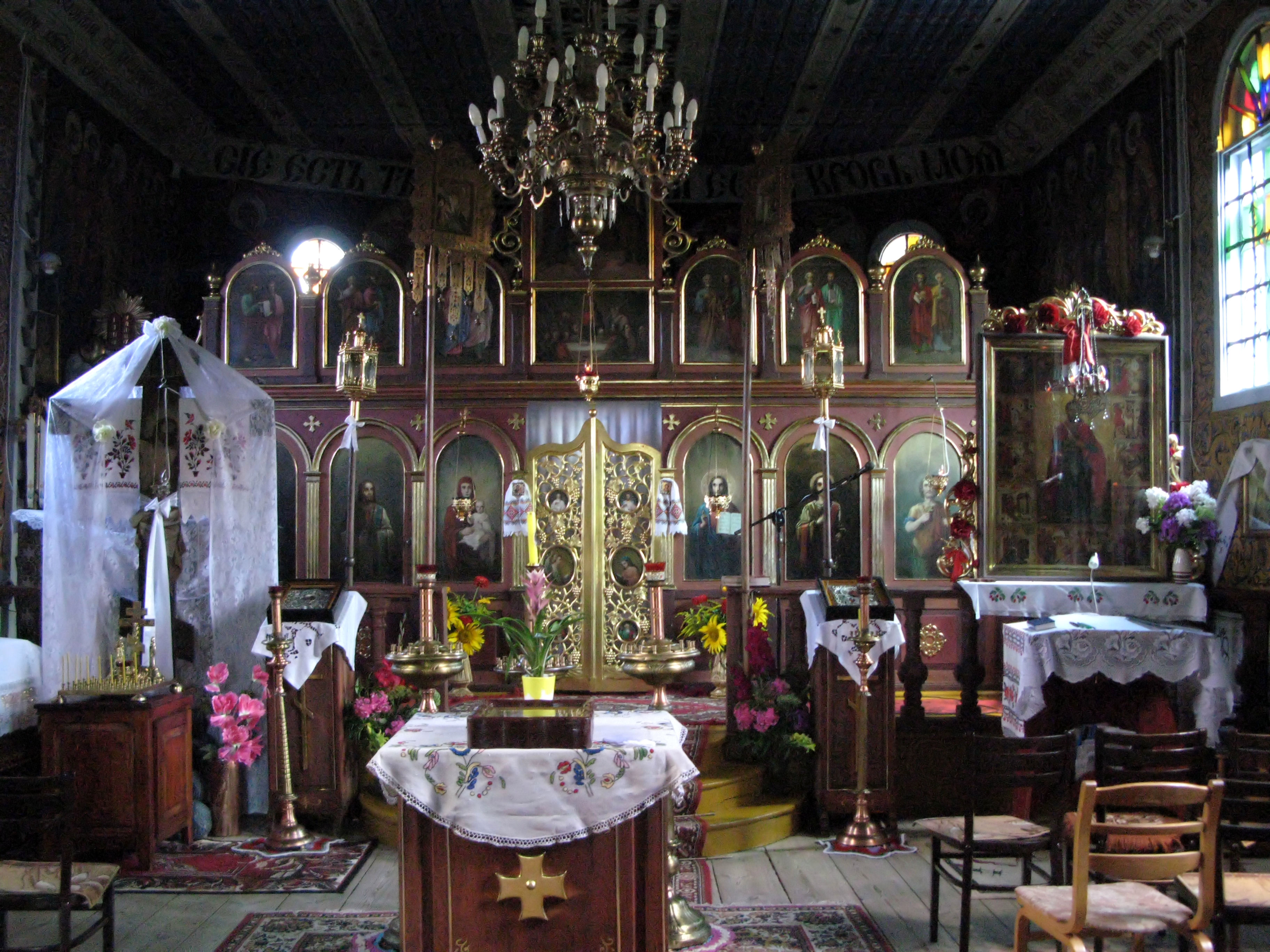
Wnętrze cerkwi

Cerkiew pw. św. Nikity w Kostomłotach – drewniana greckokatolicka cerkiew neounicka, Sanktuarium Unitów Podlaskich. Została wzniesiona w 1631 jako unicka, w latach 1875–1927 prawosławna.

## Historia
Cerkiew w Kostomłotach powstała w 1631 (z tego roku datowana jest przechowywana w niej ikona św. Nikity ufundowana przez Chwedę Jackową z Pryłuk z mężem i synami). Po rozbiorach Polski znalazła się najpierw na terenie Austrii, a po 1815 w Królestwie Polskim. W roku 1852 została wyremontowana na koszt właściciela Kostomłotów Józefa Łoskiego. W 1875 wskutek formalnej likwidacji unii brzeskiej cerkiew została przemianowana na świątynię prawosławną. W 1916 świątynia została na krótko porzucona. W 1927 na wyraźną prośbę miejscowej ludności biskup Przeździecki wydał dekret przywrócenia w Kostomłotach parafii unickiej; mimo tego w latach 20. była kilkakrotnie areną ostrych zatargów między unitami a prawosławnymi o prawo własności obiektu, w szczególności w 1927, gdy do Kostomłotów przybył hieromnich Nifont (Niedźwiedź) i założył w miejscowości alternatywną, nieetatową prawosławną placówkę duszpasterską. Była kilkakrotnie remontowana w latach 1927–1930 oraz 1938.
Do wybuchu II wojny światowej w Kostomłotach pracowało kolejno dziewięciu proboszczów, wszyscy byli dawnymi duchownymi prawosławnymi. Już po wojnie wichura zniszczyła wieżę cerkwi, odrestaurowaną w 1953. Od 22 czerwca 1940 do 1 września 1969 cerkwią opiekował się ks. Aleksander Przyłucki, po nim funkcję tę objął ks. Roman Piętka. W latach Od 2007-2019 r. obowiązki proboszcza pełnił ks. Zbigniew Nikoniuk, a od 1 lipca 2019 ks. Piotr Witkowicz. 4 czerwca 1974 Kostomłoty odwiedził kardynał Stefan Wyszyński. Począwszy od 1998 świątynia ma status Sanktuarium Unitów Podlaskich. Przy cerkwi działa Centrum Ekumeniczne prowadzące rekolekcje dla wyznawców różnych odłamów chrześcijaństwa.

## Architektura
Cerkiew w Kostomłotach jest jednoprzestrzenna, orientowana, konstrukcji zrębowej z prezbiterium trójbocznie zamkniętym i dachem jednokalenicowym. Została wzniesiona na planie prostokątnym. Posiada jedną kopułę-sygnaturkę położoną na czworobocznej wieży wznoszącej się nad przedsionkiem świątyni. Okna świątyni są półkoliste, poza prezbiterium (koliste) i przylegającą doń zakrystią (prostokątne).
We wnętrzu cerkwi zachował się zabytkowy dwurzędowy eklektyczny ikonostas, królewskie wrota z XVIII wieku, księga liturgiczna z 1767 oraz ikona św. Nikity otoczona 14 scenami z życia patrona cerkwi. Poza wizerunkiem św. Nikity w świątyni przechowywanych jest również kilkanaście ikon procesyjnych oraz ikony: Matki Boskiej Ilińskiej, Chrystusa Pantokratora, Deesis, Matki Boskiej z Dzieciątkiem, św.św. Cyryla i Metodego, św. Onufrego, grupy trzech apostołów, Matki Boskiej Kazańskiej, Matki Boskiej w typie Eleusy, Zaśnięcia Matki Boskiej, Chrystusa Zmartwychwstałego, św. Mikołaja oraz św.św. Konstantyna i Heleny.